# Peter Ibbetson

George du Mauriers Zeichnung der Titelfigur

Mary weiht Peter in die Geheimnisse des wahren Träumens ein (Zeichnung von George du Maurier).

Peter Ibbetson ist der erste Roman des englischen Schriftstellers und Karikaturisten George du Maurier. Die Liebesgeschichte beschreibt die Vermischung von Traumleben und Realität, wobei das Traumgeschehen bzw. die Astralreise selbst eine höhere Realität einnimmt als das irdische Leben.

## Handlung
Zwei Kinder, das Mädchen Mimsey Seraskier und der Junge Pierre Pasquier de la Malière, die im Pariser Vorort Passy in unmittelbarer Nachbarschaft leben und sich sehr zugetan sind, werden durch den Tod der Eltern des Jungen auseinandergerissen. Er wird von einem Verwandten seiner Mutter nach London geholt und bekommt gleichzeitig den neuen Namen Peter Ibbetson; nach der englischen Übersetzung seines Vornamens und dem Geburtsnamen seiner Mutter.
Seither liegt eine tiefe Sehnsucht in dem jungen Mann, die er sich nicht erklären kann. Eines Tages begegnet er der Herzogin von Towers und fühlt sich auf eine seltsame Weise zu ihr hingezogen. Bald findet er heraus, dass die Herzogin niemand anderes ist als Mimsey, das kleine Mädchen, mit dem er seine Kindheit verbrachte. Obwohl auch sie sich zu ihm hingezogen fühlt und innerlich seltsam berührt wird, als sie in Peter den kleinen Pierre wiedererkennt, müssen sich ihre Wege trennen. Denn Mary, die Herzogin von Towers, ist verheiratet. Erschwerend hinzu kommt, dass Peter etwa ein Jahr später bei einem Streit seinen Onkel umbringt und zu einer lebenslangen Freiheitsstrafe verurteilt wird. Doch Peter weiß, dass er Mary nie wieder vergessen kann. Sie wurde das Ideal seines einsamen Lebens, und die Erinnerung an sie dominiert fortan sein Leben.
Die beiden Liebenden, die im „realen“ irdischen Leben nicht beisammen sein können, begegnen sich stattdessen über viele Jahrzehnte hinweg in ihren gemeinsamen Träumen. Bald wird Peter klar, dass es sich hierbei nicht um gewöhnliche Träume handelt, sondern um eine Art transzendentes Erdenleben. Ihre gemeinsamen nächtlichen Erlebnisse werden die eigentliche Essenz ihres Lebens, während das irdische Dasein am Tag so unwichtig wird wie ein Traum. Wie Zwillingskerne in einer Schale sind sie enger miteinander verbunden als der Rest der Menschheit. Ihre Verbindung ist von Dauer und wird auch den Tod überstehen.

## Autobiografischer Hintergrund
Die Geschichte seines 1891 erschienenen Erstlingswerks spielt an jenen Orten, die du Maurier nur allzu vertraut waren. Der Autor verbrachte seine Kindheit mit seinen Eltern und seinem jüngeren Bruder in der Rue de la Pompe im seinerzeitigen Pariser Vorort Passy. In derselben Straße lässt er auch seine Romanfigur Peter Ibbetson und dessen große Liebe Mimsey Seraskier aufwachsen. Du Maurier kam 1860 nach London, um für die Zeitschrift Punch zu arbeiten. Peter Ibbetson wird durch den Tod seiner Eltern bereits in Kindertagen nach London verfrachtet, wo er bei seinem Onkel aufwächst. 1874 zog Du Maurier mit seiner Familie in den nördlich von London gelegenen Vorort Hampstead, den er und seine fünf Kinder liebten. Auch seine Romanfigur lässt er von Hampstead schwärmen und Vergleiche mit dem Wohnort seiner Kindheit anstellen, wenn er schreibt: „Hampstead war sein Passy“. In Passy nahm die Geschichte des Peter Ibbetson ihren Anfang und hier laufen die Fäden auch immer wieder zusammen; denn in Erinnerung an glückliche Kindheitstage und den einzigen irdischen Ort, an dem er mit seiner großen Liebe vereint war, wird Passy zum Ort der inneren Sehnsucht des Peter Ibbetson.

## Verfilmung
Der Regisseur Henry Hathaway verfilmte den Stoff 1935 für den gleichnamigen Film mit Gary Cooper (als Peter Ibbetson) und Ann Harding (als Mary, Herzogin von Towers) in den Hauptrollen. Er hält sich im Wesentlichen an die Romanvorlage, wenngleich er auch einige abweichende Sequenzen einbaut. Um dem Film eine zusätzliche Dramatik zu verleihen, bringt Peter Ibbetson hier nicht seinen Onkel um, sondern den Herzog von Towers, dem die innige Zuneigung zwischen seiner Frau und dem auf dem Landgut des Herzogs gastierenden Architekten Peter Ibbetson nicht entgangen ist. Der Herzog „erwischt“ die Liebenden just in dem Augenblick, als sie sich gerade umarmen und er richtet seine Pistole auf sie. Um Mary zu schützen, stößt Peter sie zur Seite und schleudert dem Herzog im nächsten Augenblick einen Stuhl entgegen, der ihn so unglücklich trifft, dass er bei dieser Aktion stirbt.